# اسمیت لیک (نیومکزیکو)
اسمیت لیک (به انگلیسی: Smith Lake) یک منطقهٔ مسکونی در ایالات متحده آمریکا است که در شهرستان مک‌کینلی واقع شده‌است. اسمیت لیک ۲٬۲۱۲٫۸۷ متر بالاتر از سطح دریا قرار دارد.